# بنش (لباس)
البُنْش أو الإتاب (بالإسبانية:Poncho) (نقحرة: البونشو)، هو عباءة تُغزل من الصُّوف لتُعطي الدفئ لمن يرتديها وتحميه من المطر. ويكون في شكله مستطيلًا فضفاضًا، بدون أكمام، مفتوحاً في وسطه، بحيث ينفذُ الرأس منه أثناء ارتداه، ليتدلى على الأكتاف، ويُغطي الجسم إلى ما تحت الرُّكبة. وقد استخدمت الشعوب الأصلية في الأمريكتين في (الأنديز) البنش في العصر قبل الكولومبي بالمناطق الواقعة حالياً في بوليفيا وبيرو وتشيلي والإكوادور.
في أواخر القرن الثامن عشر، كتب ملاح الباسك خوسيه دي موراليدا أن عباءات هويليش من أوسورنو كانت أقل إمتاعًا من تلك الموجودة في أرخبيل شيلوي. والهويليش هم السكان الأصليون الرئيسيون في شيلي من نهر تولتن إلى أرخبيل شيلوي. ولقد كانت العباءة الماپوشية ذات قيمة عالية في الماضي، وفي القرن التاسع عشر كان يمكن مقايضتها بعدة خيول أو بسبعين كيلوغراما من العباءة. ومن الواضح أن عباءات المابوتشي التي تعود إلى القرن التاسع عشر كانت متفوقة على المنسوجات الشيلية غير الأصلية وذات نوعية جيدة بالمقارنة مع المنسوجات الأوروبية المعاصرة.

## تاريخ

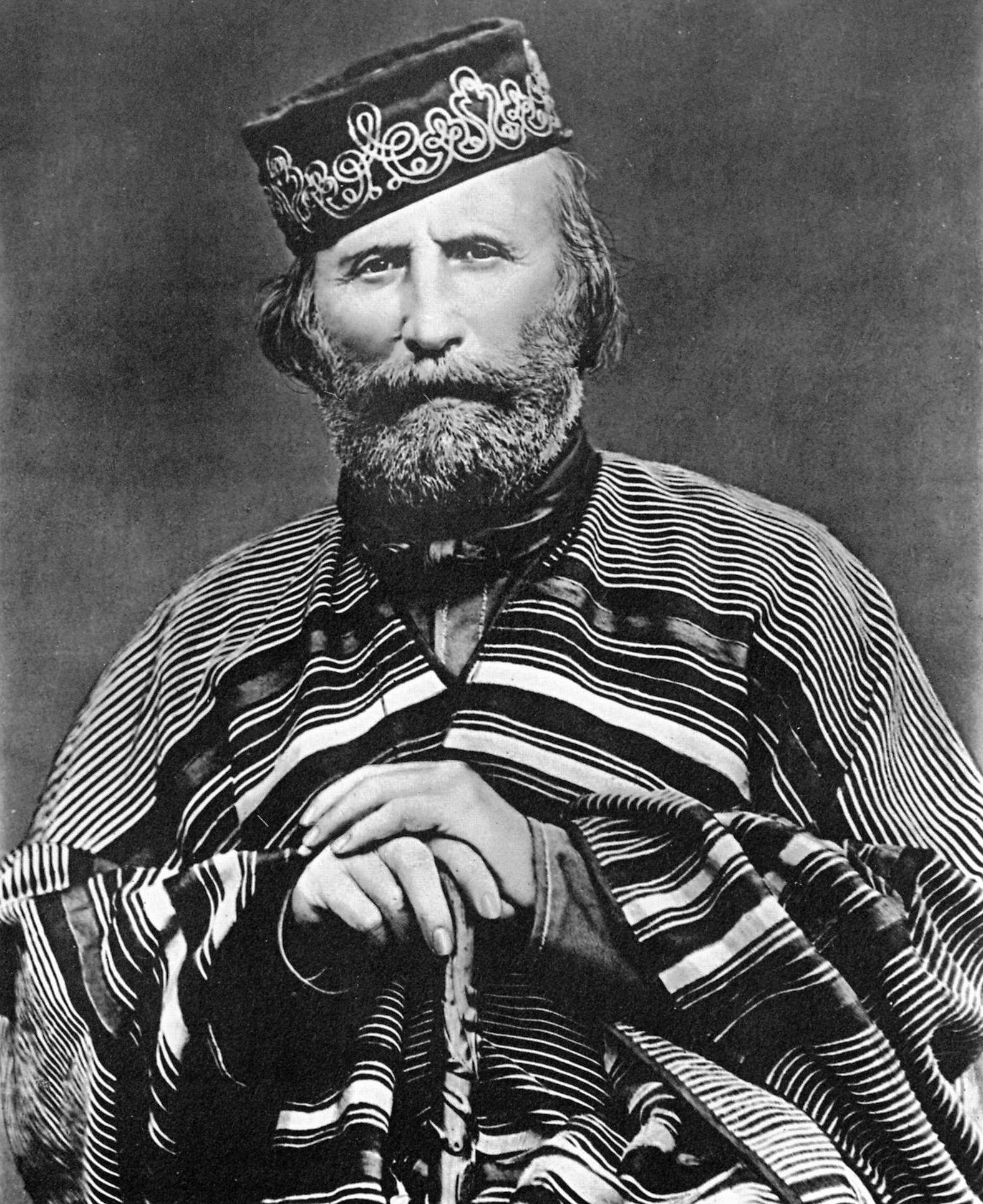
جوزيبي غاريبالدي، وهو مرتدي البنش، (سنة1866).

يُعد البَنش (البونشو) من أقدم أنواع الملابس التي استخدمتها شعوب أمريكا الجنوبية الأصلية، وخاصة في منطقة جبال الأنديز. تعود جذوره إلى العصور ما قبل الكولومبية، حيث استُخدم كلباس تقليدي لحماية الجسم من عوامل الطقس، مثل المطر والبرد، وفي الوقت نفسه كرمز ثقافي وهوية اجتماعية.
وقد تميزت العباءات المصنوعة من قِبل شعب المابوتشي، الذين سكنوا مناطق في تشيلي والأرجنتين، بجودتها العالية وقيمتها، حتى أن بعضها كان يُباع بأسعار مرتفعة تصل إلى سبعين كيلوجرامًا  من العباءات الأخرى كمقياس للمقارنة في القرن التاسع عشر.
خلال القرن التاسع عشر، بدأ البنش ينتقل إلى أوروبا، وخاصة مع شخصيات بارزة مثل جوزيبي غاريبالدي الذي ارتداه في عدة مناسبات، ما ساهم في زيادة شعبيته. ومع الوقت، أصبح البنش يُعاد تصميمه بعدة أشكال في الثقافات المختلفة، وتحوّل من عباءة تقليدية إلى رمز أزياء عالمية يُدمج أحيانًا في الموضة العصرية.

## أنواع البنش
يتم في عصرنا الحالي، تصميم أنواع مختلفة من البنش بما يتماشى مع الموضة لتبدو عصرية. وتكون عادة بشكل واحد، فقط تختلف من حيث مادة الصنع (غالبا تصنع من الصوف أو الخيطان، يتم حياكتها أو غزلها بالتعقيف، لتحمي من البرد وتعطي الدفئ) . 

### بنش تقليدي
يعتبر البنش شكلا من أشكال ثقافة باراكاس،(ما قبل حضارة إنكا منذ حوالي عام 500 قبل الميلاد). كما يرتبط بثقافة الأمريكتين، باعتباره أحد الأزياء التقليدية، على الرغم من تعدد واختلاف أسماءه وأشكاله من منطقة إلى أخرى:
- بوليفيا:

في بوليفيا يستخدم البُنْش من قبل الفلاحين الذين ينحدرون من أصل كتشوا وشعب أيمارا.ويكون بألوان متنوعة، حسب منطقة الأشخاص الذين يرتدونه.
- تشيلي:

في تشيلي يطلق على البُنْش اسم شامانتو، ويتم تقصير طوله ليبدو أنيقا أكثر. مع ذلك، يحرص المزارعون في الحقول على استخدام البُنْش بحجمه الطبيعي. 
- كولومبيا:يرتدي سكان المناطق الباردة في كولومبيا البُنْش ويطلق عليه اسم روانا.
- بيرو:

### بُنْش عسكري
استُخدِم البُنْش أول مرة في فترة الخمسينات من القرن العشرين، حيث كان يرتديه أفراد القوات العسكرية الأمريكية العاملين في السهول الأمريكية الغربية. 

## معرض صور

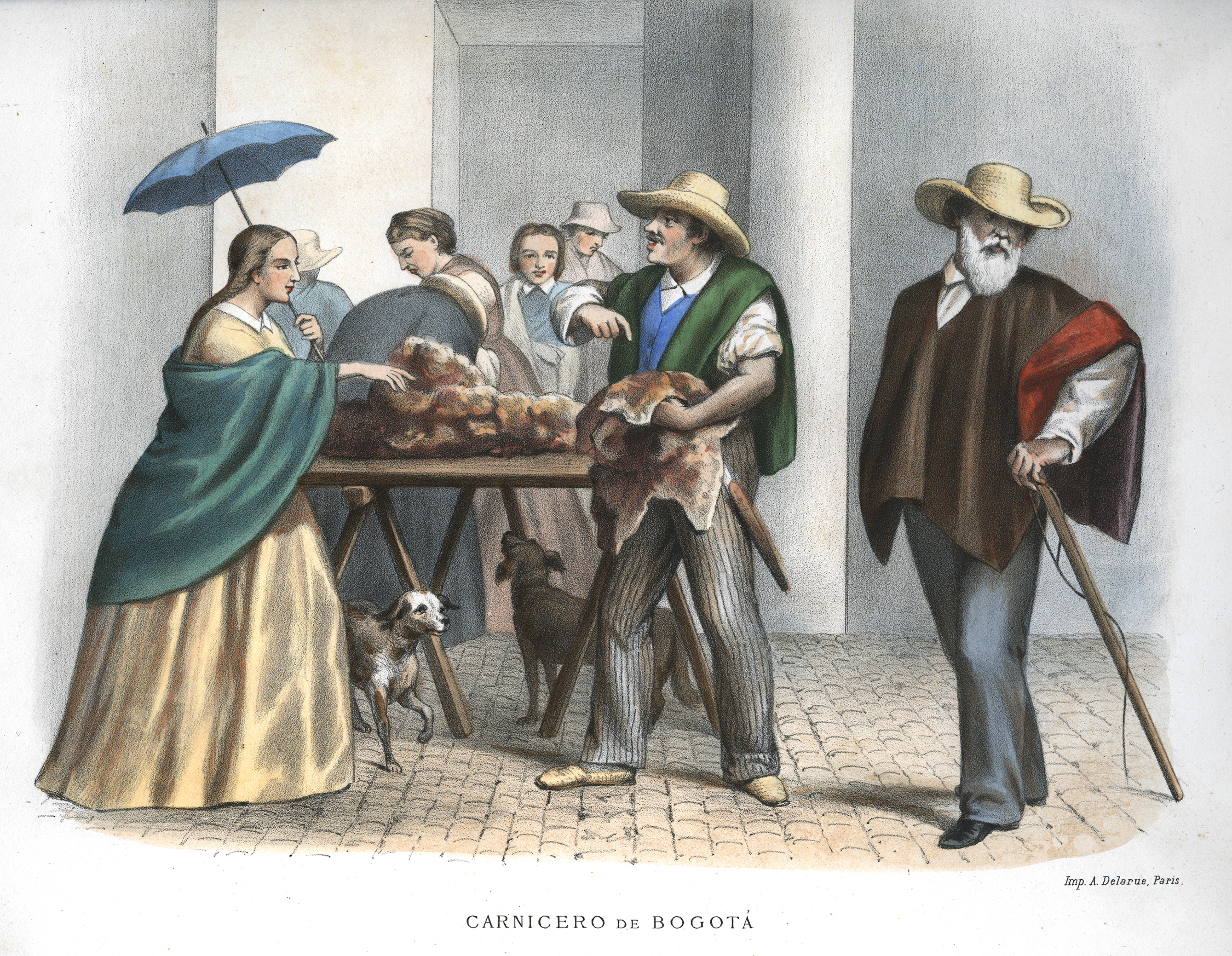
السوق في بوغوتا سنة 1860.
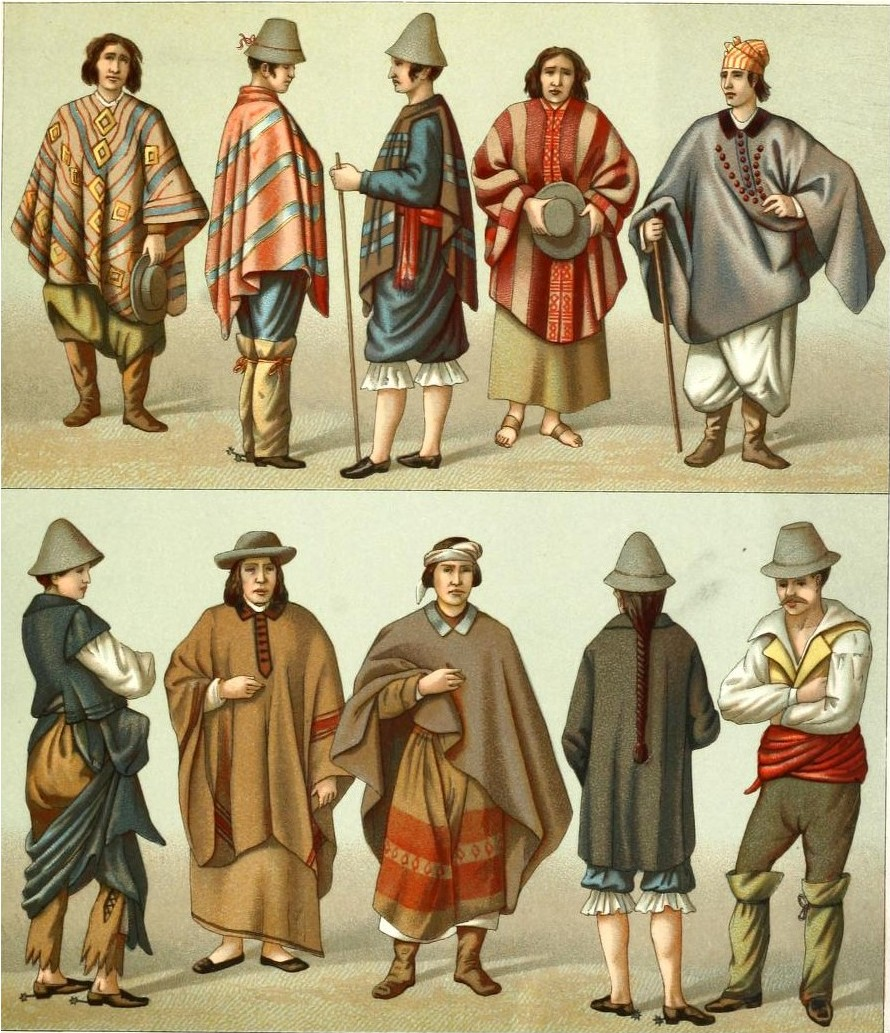
أروكانوس وغاوتشو في تشيلي خلال القرن التاسع عشر.
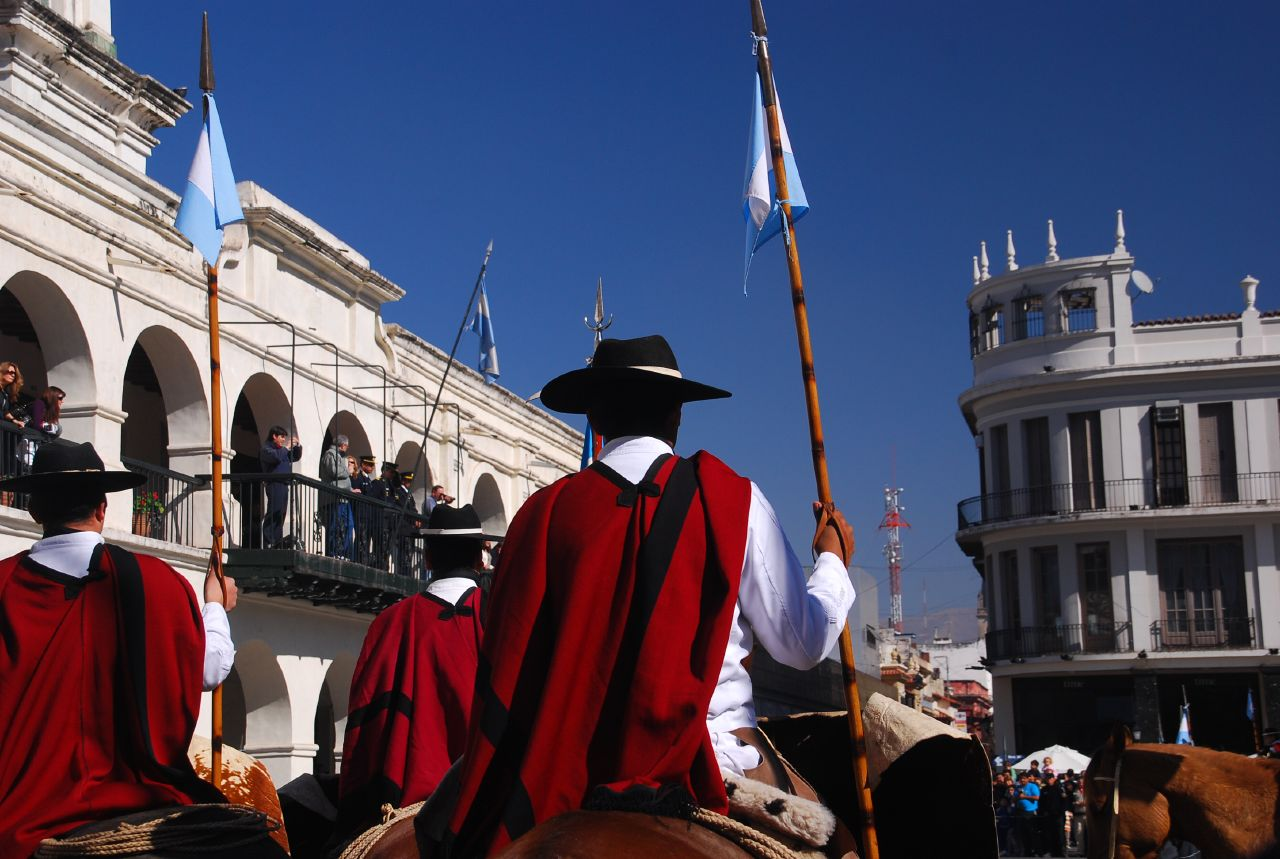
بُنْش الأرجنتين.